# Ctenotus calurus
Ctenotus calurus (синьохвостий тонкомордий гребневухий сцинк) — вид сцинкоподібних ящірок родини сцинкових (Scincidae). Ендемік Австралії.

## Поширення і екологія
Синьохвості тонкоморді гребневухі сцинки поширені від центральних районів Західної Австралії через південь Північної Території до західного Квінсленда, також в районі затоки Ексмут в Західній Австралії. Вони живуть в піщаних пустелях і напівпустелях, порослих спінніфексом. Живляться термітами і личинками.